# 헤론 공식

삼각형의 세 각 및 이들이 마주하는 변

헤론 공식(Heron's formula)은 삼각형의 세 변의 길이를 통해 넓이를 구하는 공식이다. 직선으로 둘러싸인 도형은 아무리 복잡한 형태를 하고 있다고 해도 반드시 삼각형으로 쪼갤 수 있다. 또, 이 공식을 사용하면 높이를 따로 구할 필요가 없기 때문에, 토지의 면적을 구하는 데 편리한 공식으로써도 알려져 있다.

## 공식
길이가 각 {\displaystyle a,b,c} 인 선분으로 이루어진 삼각형이 있을 때, 면적을 {\displaystyle S} 라 하면,
{\displaystyle S={\sqrt {s(s-a)(s-b)(s-c)}}}
가 성립한다. 여기서,
{\displaystyle s={\frac {a+b+c}{2}}}
이다.
또 다르게 적는다면
{\displaystyle S={\frac {1}{4}}{\sqrt {(a+b+c)(-a+b+c)(a-b+c)(a+b-c)}}}
{\displaystyle S={\frac {1}{4}}{\sqrt {2(a^{2}b^{2}+a^{2}c^{2}+b^{2}c^{2})-(a^{4}+b^{4}+c^{4})}}}
{\displaystyle S={\frac {1}{4}}{\sqrt {(a^{2}+b^{2}+c^{2})^{2}-2(a^{4}+b^{4}+c^{4})}}}
{\displaystyle S={\frac {1}{4}}{\sqrt {4a^{2}b^{2}-(a^{2}+b^{2}-c^{2})^{2}}}}
이렇게 된다.

## 역사
이 공식은 알렉산드리아의 헤론이 그의 저서 《Metrica》에서 증명을 써 놓았기 때문에 헤론의 공식이란 이름이 붙여졌다. 하지만 현재에는 공식이 아르키메데스에게서 비롯한 것이거나, 훨씬 이전부터 알고 있었을 수도 있었으리라 여겨지고 있다.

## 증명

### 일반적인 방법
삼각형 ABC의 세 변을 a,b,c라고 하면, 이 삼각형의 넓이 S는
{\displaystyle S={\frac {1}{2}}ab\sin C\cdots (1)}
에서, 코사인 법칙을 이용하면
{\displaystyle \cos C={\frac {a^{2}+b^{2}-c^{2}}{2ab}}}
{\displaystyle \sin C={\sqrt {1-\cos ^{2}C}}={\sqrt {\frac {4a^{2}b^{2}-(a^{2}+b^{2}-c^{2})^{2}}{4a^{2}b^{2}}}}}.
여기서 얻어진 {\displaystyle \sin C}의 값을 {\displaystyle (1)}에 대입하면,
{\displaystyle S={\frac {1}{4}}{\sqrt {4a^{2}b^{2}-(a^{2}+b^{2}-c^{2})^{2}}}={\sqrt {s\left(s-a\right)\left(s-b\right)\left(s-c\right)}}}

### 다른 방법
그림과 같이 삼각형 ABC의 세 변을 a,b,c 로 하고, A로부터 BC 또는 그 연장에 내린 수선 AH의 길이를 h, 선분 CH의 길이를 x라 한다. 이때 각ACB가 둔각이면 x는 음의 값을 갖는다.
피타고라스 정리에 의해 수선 AH에 의해 나뉜 삼각형AHC에 대해 다음의 식이 성립한다.
{\displaystyle x^{2}+h^{2}=b^{2}}
이제 {\displaystyle h^{2}}를 좌변으로 정리하면,
{\displaystyle h^{2}=b^{2}-x^{2}\cdots (2)}
같은 방법으로 삼각형 AHB에 대해 다음과 같이 정리할 수 있다.
{\displaystyle h^{2}=a^{2}-(c-x)^{2}}
이제 {\displaystyle h^{2}}를 소거하면 다음의 등식이 성립한다.
{\displaystyle b^{2}-x^{2}=a^{2}-(c-x)^{2}}
위의 등식을 간단히 정리하여 {\displaystyle x}에 대해 정리하면 다음과 같다.
{\displaystyle x={\frac {1}{2c}}(c^{2}+b^{2}-a^{2})}
이를{\displaystyle (2)}에 대입하면,
{\displaystyle h^{2}=b^{2}-({\frac {1}{2c}}(-a^{2}+b^{2}+c^{2}))^{2}}
위의 등식을 h에 대해 정리하면,
{\displaystyle h^{2}={\frac {1}{4c^{2}}}(4b^{2}c^{2}-(c^{2}+b^{2}-a^{2})^{2})}
{\displaystyle \therefore h={\sqrt {\frac {1}{4c^{2}}}}{\sqrt {(4b^{2}c^{2}-(c^{2}+b^{2}-a^{2})^{2})}}={\frac {1}{2c}}{\sqrt {(4b^{2}c^{2}-(c^{2}+b^{2}-a^{2})^{2})}}}
삼각형ABC의 넓이 S는 다음과 같이 계산된다.
{\displaystyle S={\frac {ch}{2}}={\frac {c}{2}}{\frac {1}{2c}}{\sqrt {4b^{2}c^{2}-(c^{2}+b^{2}-a^{2})^{2}}}}
{\displaystyle \therefore S={\sqrt {s(s-a)(s-b)(s-c)}}}
단, {\displaystyle s={\frac {a+b+c}{2}}}

#### 좌표평면을 이용한 증명

좌표상의 삼각형 ABC

삼각형 ABC의 세변 BC,CA,AB를 a,b,c라고 놓자.
그리고 오른쪽 삼각형처럼 B를 원점으로 하고 한변을 X축에 놓게 좌표평면에 그릴 수 있다. 이 때 점 C는 (Z,0) 점 A는 (X,Y)라 가정할 수 있다. 먼저 {\displaystyle a=Z,b={\sqrt {(X-Z)^{2}+Y^{2}}},c={\sqrt {X^{2}+Y^{2}}}} 라고 할 수 있다.
이때 {\displaystyle s={\frac {Z+{\sqrt {(X-Z)^{2}+Y^{2}}}+{\sqrt {X^{2}+Y^{2}}}}{2}},(s={\frac {a+b+c}{2}})}
{\displaystyle s-a={\frac {-Z+{\sqrt {(X-Z)^{2}+Y^{2}}}+{\sqrt {X^{2}+Y^{2}}}}{2}}}
{\displaystyle s-b={\frac {Z-{\sqrt {(X-Z)^{2}+Y^{2}}}+{\sqrt {X^{2}+Y^{2}}}}{2}}}
{\displaystyle s-c={\frac {Z+{\sqrt {(X-Z)^{2}+Y^{2}}}-{\sqrt {X^{2}+Y^{2}}}}{2}}}
{\displaystyle {\sqrt {s(s-a)(s-b)(s-c)}}} ={\displaystyle {\sqrt {\frac {(-Z^{2}+({\sqrt {(X-Z)^{2}+Y^{2}}}+{\sqrt {X^{2}+Y^{2}}})^{2})^{2}}{4}}}}x{\displaystyle {\sqrt {\frac {(Z^{2}-({\sqrt {(X-Z)^{2}+Y^{2}}}-{\sqrt {X^{2}+Y^{2}}})^{2})^{2}}{4}}}}
={\displaystyle {\sqrt {\frac {(2X^{2}+2Y^{2}-2XZ+2{\sqrt {((X-Z)^{2}+Y^{2})(X^{2}+Y^{2})}})}{4}}}} x {\displaystyle {\sqrt {\frac {(2X^{2}+2Y^{2}-2XZ-2{\sqrt {((X-Z)^{2}+Y^{2})(X^{2}+Y^{2})}})}{4}}}}
={\displaystyle {\frac {\sqrt {(YZ)(YZ)}}{2}}}={\displaystyle {\frac {YZ}{2}}}

삼각형 ABC의 넓이는 밑변인 BC 와 높이를 가지고 구할 수 있다.
{\displaystyle S={\frac {1}{2}}BC\times h={\frac {1}{2}}Z\times Y={\frac {YZ}{2}}}
{\displaystyle ={\sqrt {s(s-a)(s-b)(s-c)}}}

증명들 중에서는 일부 창의적인 방식을 통해 증명해 나가는 경우가 있다. 보조선을 사용하는 것이 그 예이다. 이때 좌표평면을 사용하면 어려운 증명이라도 계산만 복잡할 뿐 많은 것을 증명할 수 가 있다. 이제 한번 좌표평면으로 헤론의 공식을 증명해보아 별다른 방식 없이도 가능하다는 것을 보일 수 있었다.

## 일반화
헤론의 공식은 원에 내접하는 사각형의 넓이를 구하는 브라마굽타 공식의 특별한 경우로 생각할 수 있다.
헤론의 공식과 브라마굽타 공식은 브레치나이더 공식의 사변형에 대한 특별한 경우이다
헤론의 공식은 브라마굽타 공식 또는 브레치나이더 공식에서 사변형의 변 중 하나를 0으로 설정하여 얻을 수 있다.
또한, 헤론의 공식을 행렬식으로 표현하면 다음과 같다.
{\displaystyle S={\frac {1}{4}}{\sqrt {\begin{vmatrix}0&a^{2}&b^{2}&1\\a^{2}&0&c^{2}&1\\b^{2}&c^{2}&0&1\\1&1&1&0\end{vmatrix}}}}
사면체의 부피를 케일리-멩거 행렬식을 통해 나타낸 공식은 헤론의 공식의 일반화이다. 이를 전개한 공식은 15세기에 피에로 델라 프란체스카가 발견한 공식과 일치한다.

## 같이 보기
- 삼각함수
- 삼각행렬